# Schmücke dich, o liebe Seele

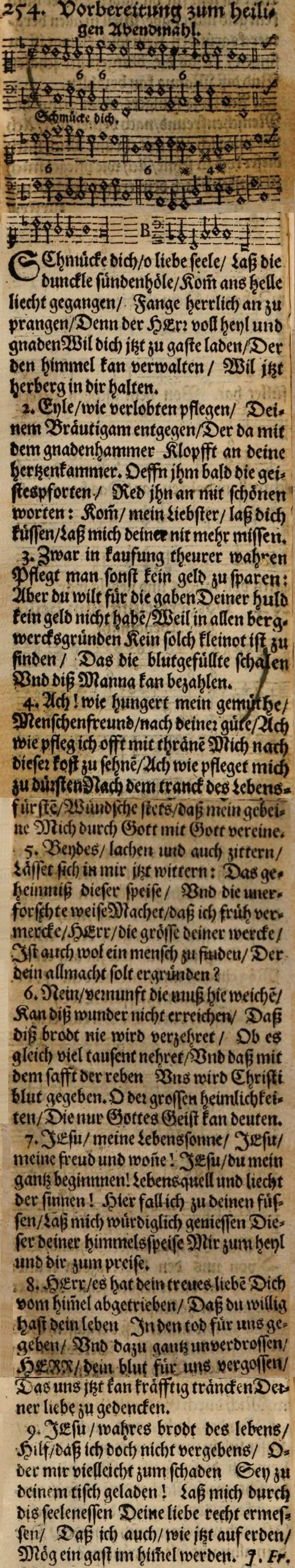
Schmücke dich, o liebe Seele
Praxis Pietatis Melica 1653

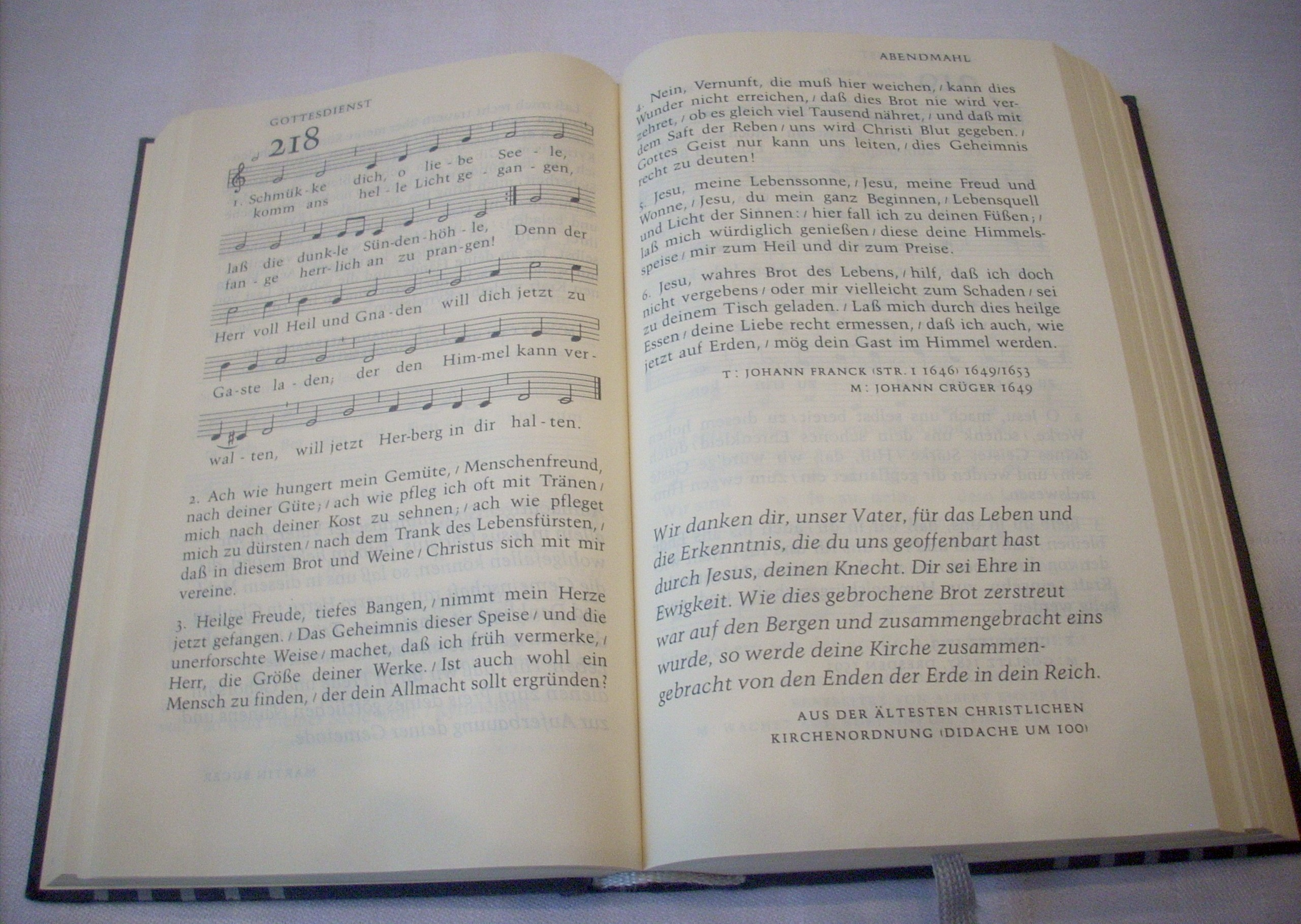
Abdruck im Evangelischen Gesangbuch

Schmücke dich, o liebe Seele ist ein lutherisches Kirchenlied. Den Text verfasste Johann Franck zwischen 1646 und 1653, die Melodie schuf Johann Crüger 1649. Das Lied steht, leicht überarbeitet, im Evangelischen Gesangbuch (EG 218).

## Inhalt
Franck schuf das Lied als Betrachtung zur Vorbereitung auf das Abendmahl. Mit dem Anfang nimmt er eine mystische Tradition auf, die über Gabriel Biel zurückgeht auf Johannes Damascenus. Von diesem stammt der Tradition nach die erste Antiphon des Missale Romanum zur Prozession beim Fest der Darstellung des Herrn „Schmücke dein Brautgemach, Sion, nimm auf Christus, den König“ (Adorna thalamum tuum, Sion, et suscipe Regem Christum), dessen Bildgedanken Franck aufgreift.
Von den ursprünglich neun Strophen ist die erste eine Selbstaufforderung der Seele, sich für das Gastmahl des Herrn zu schmücken und die Sündenhöhle zu verlassen. Das geheimnisvolle Wesen dieses Sakraments entfaltet die Strophe 2 in der erstrebten Vereinigung der Braut Christi mit dem erwarteten Bräutigam, dessen Gnade sich unüberhörbar bis ins Innerste Bahn bricht. Strophe 3 verdeutlicht die sakramentale Erfüllung des lutherischen Gnadenprinzips sola gratia durch den Kontrast zur ökonomisch bestimmten Welt in Anspielung auf den Missbrauch des Ablasses sowie den damals kulturell dominierenden Bergbau.
Die vierte und die fünfte Strophe reflektieren, teilweise in Anredeform an Christus, die unterschiedlichen Empfindungen von Sehnsucht, Freude und Bangen, die Gemüt und Herz vor der Kommunion bewegen. Die sechste Strophe bekennt das Wunder der Realpräsenz Christi in Brot und Wein, das die Vernunft nicht erreichen kann. Die siebte und neunte Strophe sind ein an Jesus gerichtetes demütiges Gebet um würdigen und heilbringenden Empfang der Himmelsspeise, während die achte die Selbstentäußerung Christi (Phil 2,5–11 ) thematisiert.
Das Lied kreist um die sakramentale Vereinigung der Einzelseele mit Christus. Ein Gemeindebezug wird nicht ausdrücklich hergestellt; man kann das Ich (bzw. Du) allerdings auch kollektiv als ein Gleichnis für die christliche Gemeinde verstehen. Biblischer Hintergrund sind, außer den neutestamentlichen Berichten vom Letzten Abendmahl Jesu, vor allem die Brotrede des Johannesevangeliums mit dem vorausgehenden Speisungswunder (Joh 6 ) sowie die Abendmahlsmahnung des Paulus mit der eindringlichen Warnung vor unwürdigem, verderbenbringendem Empfang (1 Kor 11,17–34 ). Die ursprüngliche zweite Strophe nimmt die Bildsprache des Hohen Lieds auf. Besonders die vierte (ursprünglich sechste) Strophe bezieht sich außerdem auf den Fronleichnamshymnus Lauda Sion des Thomas von Aquin. Die Selbstaufforderung des Liedbeginns lässt an den Schluss des Gleichnisses vom Hochzeitsmahl, den Gast ohne Hochzeitsgewand, denken (Mt 22,11–13 ).
Das Francksche Lied mit seinen kühnen dichterischen Bildern und seinem ungewöhnlichen Strophenbau erfreute sich bis in das 19. Jahrhundert einer außerordentlichen Wertschätzung, es erreichte nahezu flächendeckende Alleingeltung als Lied während des Abendmahls (sub communione). Seit der Mitte des 18. Jahrhunderts gab es immer wieder Umdichtungen, um die zu dieser Zeit als anstößig empfundenen Stellen zu glätten. Dazu gehört beispielsweise Klopstocks Fassung Müde, sündenvolle Seele, die das Pathos verstärkt, den Sakramentsbezug jedoch abschwächt. Auch die Melodie wurde vielfach geglättet.
Das Evangelische Kirchengesangbuch wie das Evangelische Gesangbuch geben das Lied ohne die ursprünglichen Strophen 2, 3 und 8 wieder.
Catherine Winkworth schuf 1858 eine sechsstrophige englische Übersetzung Deck thyself my soul with gladness, die sie 1863 überarbeitete und die in dieser Form Eingang in zahlreiche lutherische, anglikanische und methodistische Gesangbücher gefunden hat.

## Musikalische Bearbeitungen
Das Lied ist vor allem im Barock von zahlreichen lutherischen Kirchenmusikern bearbeitet worden. Johann Sebastian Bach legte es in mehreren Orgelwerken wie BWV 654 vor. Vor allem ist es die Grundlage seiner Choralkantate Schmücke dich, o liebe Seele, BWV 180. Georg Friedrich Händel lässt Die christliche Kirche in der Abendmahlsszene seiner Brockes-Passion die Strophe Ach wie hungert mein Gemüte singen. In Georg Philipp Telemanns Fassung der Brockes-Passion findet sich die Strophe als Choral an gleicher Stelle. Von Bach inspiriert sind spätromantische Bearbeitungen wie die von Johannes Brahms (Elf Choralvorspiele, 5) und Max Reger.

## Text
Die folgende Übersicht stellt die Textfassungen in Francks Geistlichen Gedichten von 1674, die des Evangelischen Gesangbuchs von 1994 und die Umdichtung von Klopstock nebeneinander.
| 1674 | Evangelisches Gesangbuch | Klopstock |
| --- | --- | --- |
| 1. Schmücke dich, o liebe Seele! Laß die dunckle Sünden Höle! Komm ans helle Licht gegangen; Fange herrlich an zu prangen. Denn der HErr voll Heyl und Gnaden, Wil dich itzt zu Gaste laden, Der den Himmel kan verwalten, Wil itzt Herberg’ in dir halten. 2. Eile, wie Verlobten pflegen, Deinem Bräutigam entgegen, Der da mit dem Gnaden-Hammer Klopfft an deine Hertzens-Kammer. Oeffn’ ihm bald die Geistes-Pforten: Red ihn an mit schönen Worten: Komm, mein Liebster, laß dich küssen! Laß mich deiner nicht mehr missen. 3. Zwar in Kauffung theurer Wahren Pflegt man sonst kein Geld zu sparen: Aber du wilt für die Gaben Deiner Huld kein Geld nicht haben: Weil in allen Bergwercks-Gründen Kein solch Kleinod ist zu finden, Daß die Blut-gefüllte Schaalen Und dis Manna kan bezahlen. 4. Ach! wie hungert mein Gemüthe, Menschen-Freund, nach deiner Güte! Ach! wie pfleg’ ich offt, mit Thränen, Mich nach deiner Kost zu sehnen! Ach! wie pfleget mich zu dürsten, Nach dem Tranck des Lebens-Fürsten! Wünsche stets daß mein Gebeine Sich durch GOtt mit GOtt vereine. 5. Beydes Lachen und auch Zittern Lässet sich in mir itzt wittern: Das Geheimniß dieser Speise, Und die unerforschte Weise, Machet daß ich früh vermercke, HErr, die Grösse deiner Stärcke! Ist auch wohl ein Mensch zu finden Der dein’ Allmacht solt ergründen? 6. Nein! Vernunfft die muß hier weichen, Kan dieß Wunder nicht erreichen: Daß diß Brodt nie wird verzehret, Ob es gleich viel tausend nehret; Und daß mit dem Safft der Reben Uns wird Christi Blut gegeben. O der grossen Heimligkeiten Die nur Gottes Geist kan deuten! 7. JEsu, meine Lebens-Sonne! JEsu, meine Freud’ und Wonne! JEsu, du mein gantz Beginnen, Lebens-Quell und Licht der Sinnen! Hier fall ich zu deinen Füssen! Laß mich würdiglich geniessen Dieser deiner Himmels-Speise, Mir zum Heyl, und dir zum Preise! 8. HErr, es hat dein treues Lieben Dich vom Himmel abgetrieben, Daß du willig hast dein Leben In den Tod für uns gegeben, Und darzu gantz unverdrossen, HErr, dein Blut für uns vergossen, Das uns itzt kan kräfftig träncken, Deiner Liebe zu gedencken! 9. JEsu wahres Brodt des Lebens! Hilff, daß ich doch nicht vergebens, Oder mir vielleicht zum Schaden Sey zu deinem Tisch geladen! Laß mich durch diß Seelen-Essen Deine Liebe recht ermessen, Daß ich auch, wie itzt auf Erden, Mag dein Gast im Himmel werden. | 1. Schmücke dich, o liebe Seele, laß die dunkle Sündenhöhle, komm ans helle Licht gegangen, fange herrlich an zu prangen! Denn der Herr voll Heil und Gnaden will dich jetzt zu Gaste laden; der den Himmel kann verwalten, will jetzt Herberg in dir halten. 2. Ach wie hungert mein Gemüte, Menschenfreund, nach deiner Güte; ach wie pfleg ich oft mit Tränen mich nach deiner Kost zu sehnen; ach wie pfleget mich zu dürsten nach dem Trank des Lebensfürsten, daß in diesem Brot und Weine Christus sich mit mir vereine. 3. Heilge Freude, tiefes Bangen nimmt mein Herze jetzt gefangen. Das Geheimnis dieser Speise und die unerforschte Weise machet, daß ich früh vermerke, Herr, die Größe deiner Werke. Ist auch wohl ein Mensch zu finden, der dein Allmacht sollt ergründen? 4. Nein, Vernunft, die muß hier weichen, kann dies Wunder nicht erreichen, daß dies Brot nie wird verzehret, ob es gleich viel Tausend nähret, und daß mit dem Saft der Reben uns wird Christi Blut gegeben. Gottes Geist nur kann uns leiten, dies Geheimnis recht zu deuten! 5. Jesu, meine Lebenssonne, Jesu, meine Freud und Wonne, Jesu, du mein ganz Beginnen, Lebensquell und Licht der Sinnen: hier fall ich zu deinen Füßen; laß mich würdiglich genießen diese deine Himmelsspeise mir zum Heil und dir zum Preise. 6. Jesu, wahres Brot des Lebens, hilf, daß ich doch nicht vergebens oder mir vielleicht zum Schaden sei zu deinem Tisch geladen. Laß mich durch dies heilge Essen deine Liebe recht ermessen, daß ich auch, wie jetzt auf Erden, mög dein Gast im Himmel werden. | 1. Müde, sündenvolle Seele, Mach dich auf, erlöste Seele, Komm, Vergebung zu empfangen! Denn dein Licht ist aufgegangen! Denn der Herr voll Heil und Gnaden Hat zu sich dich eingeladen! Deinen Bund sollst du erneuen, Und dich seines Todes freuen! 2. Eil, wie Gottverlobte pflegen, Glaubensvoll dem Herrn entgegen! Daß er dich der Sünd entlade, Giebt er heute Gnad’ um Gnade! Komm! es ist des Mittlers Wille, Komm, und schöpf aus seiner Fülle! Daß er dich der Sünd entlade, Giebt er heute Gnad’ um Gnade! 3. Herr, ich freue mich mit Beben! Laß mich Gnad’ empfahn, und leben! Mit der glaubenden Gemeine, Daß mit ihr sich Gott vereine; Durch des neuen Bundes Speise, Auf so wunderbare Weise: O wer darf sich unterwinden, Dieß Geheimniß zu ergründen! 4. Gottmensch! laß mich würdig nahen, Leben! Leben! zu empfahen! Ach, wie pflegt’ ich oft mit Thränen Mich nach deinem Mal zu sehnen! Ach, wie hat mich oft gedürstet, Gott, nach dir, mein Gott, gedürstet! Laß, Geopferter, mich nahen, Leben! Leben! zu empfahen! 5. Du, dem unsrer Todten Schaaren, Die, wie wir, auch Sünder waren, Dank! und Preis, und Jubel singen, Daß sie hier dein Mal empfinden! Sohn des Vaters! Licht vom Lichte! Lamm, dem tödtenden Gerichte Hingegeben! Heil der Sünder! Retter! Todesüberwinder! 6. König! Hoherpriester! Lehrer! Du mein göttlicher Bekehrer! Du für meine Schuld Verbürgter! Gottgeopferter! Erwürgter! Hier fall ich zu deinen Füßen: Laß, laß würdig mich genießen Dieser deiner Himmelspeise, Mir zum Heil! und dir zum Preise! 7. Zum Gedächtniß deiner Leiden! Und zum Vorschmack jener Freuden, Die du Gottmensch! mir erstrittest, Als du unaussprechlich littest! Als dich Todesschweiße deckten! Dich die Schrecken Gottes schreckten! Als du blutetest, verlassen! Ach, von Gott! von Gott! verlassen! 8. Deines Heils will ich mich freuen! Dir will ich mich ewig weihen! Eng ist deines Lebens Pforte! Noch schau ich im dunkeln Worte! Einst werd ich dich ganz erkennen! Ganz in deiner Liebe brennen! Laß sie mich auch hier empfinden! Hilf mir, hilf mir, überwinden! |